# Roncus corcyraeus
Roncus corcyraeus är en spindeldjursart som beskrevs av Beier 1963. Roncus corcyraeus ingår i släktet Roncus och familjen helplåtklokrypare.

## Underarter
Arten delas in i följande underarter:
- R. c. corcyraeus
- R. c. minor